# Вельбівська сільська рада
Вельбівська сільська рада — колишній орган місцевого самоврядування у Гадяцькому районі Полтавської області з центром у селі Вельбівка.

## Населені пункти
Сільраді були підпорядковані населені пункти:
- c. Вельбівка
- с. Запсільське
- с. Тепле
- с. Тютюрівщина